# Pirata coreanus
Pirata coreanus là một loài nhện trong họ Lycosidae.
Loài này thuộc chi Pirata. Pirata coreanus được Kap Yong Paik miêu tả năm 1991.